# Тамм Євген Петрович
Євген Петрович Тамм (нар. 7 листопада 1918, село Глиниця Льговського повіту Курської губернії ― пом. 10 січня 1991, Харків) ― український радянський бібліотекознавець, засновник українського бібліотечного фондознавства, педагог, історик, фундатор вищої бібліотечної освіти, відповідальний редактор наукового збірника «Бібліотекознавство і бібліографія»; кандидат історичних наук (1970), доцент (1971), завідувач кафедри бібліотечних фондів і каталогів Харківського державного інституту культури (1964—1990).

## Життєпис
Євген Петрович Тамм народився 7 листопада 1918 року в селі Глиниця Льговського повіту Курської губернії в сім'ї агронома. На початку 1920-х років родина оселилася в Харкові. З 1926 по 1936 роки навчався в Харківській середній школі № 36. У 1937 році вступив на історичний факультет Харківського державного університету ім. М. Горького. Під час навчання в університеті займався спортом, брав участь у спортивних змаганнях регіонального, республіканського та всесоюзного рівнів. У 1937 році став чемпіоном з лижних перегонів на 10 і 20 кілометрів. Був нагороджений дипломом і медаллю. У вересні 1941 року з відзнакою закінчив університет і отримав кваліфікацію історика. Залишився в окупованому німцями Харкові.
Після визволення міста у 1943 році був мобілізований лав Радянської Армії. Спочатку служив солдатом стрілецького полку Другої Української армії через місяць став сержантом ― командиром відділення окремого саперного батальйону. Пройшов з боями Угорщину, Румунію, Чехословаччину. Був демобілізований у жовтні 1945 року.
Після повернення до Харкова Євген Петрович спочатку працював бібліотекарем однієї з військових частин, пізніше — викладачем Харківського педагогічного інституту, а з серпня 1947 року — Харківського державного бібліотечного інституту. Викладав історію народів СРСР на кафедрі історії, виконував обов'язки декана факультету бібліотекознавства (1947—1948). Був змушений залишити викладацьку роботу, оскільки держава в ті часи виявляла недовіру до тих, хто під час війни опинився в окупації.
У 1948 році вступив на заочне відділення факультету бібліотекознавства Харківського державного бібліотечного інституту. Після закінчення навчання у 1949 році за розподілом протягом п'яти років очолював методичний кабінет Станіславської обласної бібліотеки. Одночасно працював лектором обласного лекційного бюро, залишався безпартійним. Він вільно володів українською мовою та мав хист оратора.
Повернувшись за сімейними обставинами до Харкова, впродовж 1953—1955 років працював викладачем бібліотекознавства та головою предметної комісії у Харківському технікумі підготовки культурно-освітніх працівників. З 1955 року працював у ХДІК на різних посадах: від викладача — до завідувача першої в Україні кафедри бібліотечних фондів та каталогів, яку очолював з 1963 по 1986 роки. Сприяв оформленню цілісної теорії формування бібліотечного фонду як розділу бібліотекознавства, підтримав виокремлення й розвиток самостійного курсу «Бібліотечний фонд», згуртував на кафедрі осередок фахівців у галузі теорії бібліотечних фондів, який вважають фундатором українського фондознавства. Разом з ним працювали Д. А. Кумок, Л. І. Котенко, Т. Ф. Марченко, В. А. Мільман, М. П. Васильченко, В. К. Удалова, Н. М. Кушнаренко, А. А. Соляник, В. В. Сєдих та інші.  
17 січня 1970 року в спеціалізованій вченій раді Харківського державного університету захистив кандидатську дисертацію «Культурне будівництво а Україні в радянській історіографії 20-х — початку 30-х років» (наук. керівник — професор І. Л. Шерман). Водночас викладав на історичному факультеті Харківського державного університету курс «Історична бібліографія» та спецкурс з історіографії культурного будівництва в Україні. Саме в історіографії поєдналися його інтереси як історика та бібліотекознавця. Входив до складу фахової Ради з історії ХДУ протягом 1976—1981 років. 
Як науковець Євген Петрович Тамм займався питаннями бібліотечного фондознавства, освіти, історії бібліотечної справи, яким були присвячені численні публікації вченого. Готував до захисту докторську дисертацію з історіографії народної освіти і культурно-освітньої роботи в Україні, але за станом здоров'я не зміг її захистити.
У 1971 році у співавторстві з київськими науковцями О. Сокальським та В. Туровим видав друком перший в Україні підручник для культосвітніх училищ «Бібліотечні фонди і каталоги», ініціював введення до навчального плану підготовки бібліотекарів-бібліографів вищої кваліфікації таких інноваційних спецкурсів, як: «Фонди і каталоги недрукованих та аудіовізуальних матеріалів», «Організація бібліотечних фондів в наукових бібліотеках», «Формування фондів технічної літератури й документації», розробив і викладав студентам-старшокурсникам спецкурс «Розвиток і сучасний стан ББК».
Є. П. Тамм виступав з доповідями та лекціями на конференціях, нарадах, семінарах. Протягом двох місяців (лютий-березень 1981) проходив стажування в Харківській державній науковій бібліотеці ім. В. Г. Короленка, вивчав технології комплектування та обробки бібліотечних фондів.
Науковець протягом 1971–1991 років був відповідальним редактором міжвідомчого науково-методичного збірника «Бібліотекознавство і бібліографія», єдиного на той час в Україні фахового видання.
У 1986 році через хворобу залишив посаду завідувача кафедри, однак залишився працювати на посаді доцента. У липні 1990 року пішов на пенсію.
Є. П. Тамм за участь у бойових діях був нагороджений медалями «20 років перемоги у Великій Вітчизняній війні, 1941—1945», «30 років перемоги в Великій Вітчизняній війні, 1941—1945». У 1971 році його було нагороджено Почесним знаком Міністерства культури СРСР «За відмінну працю», у 1979 році присвоєно почесне звання «Заслужений працівник культури Української РСР».
Пішов з життя 10 січня 1991 року у Харкові.

## Науковий доробок
- Методи комплектування бібліотечних фондів : лекція для студентів заоч. від. по курсу «Бібліотекознавство» / Є. П. Тамм ; М-во культури УРСР, Харків. держ. бібл. ін-т. — Харків : ХДБІ, 1958. — 39 с.

- Бібліотечні фонди і каталоги : посіб. для культ.-освітніх училищ / О. С. Сокальський, Є. П. Тамм, В. М. Туров. — Харків, 1966. ― 327 с.
- Бібліотечна справа в Українській РСР в історичній літературі 20-х — початку 30-х років / Є. П Тамм // Бібліотекознавство та бібліогр. — Харків, 1970. — Вип. 9. — С. 129—138.
- Бібліотечні фонди і каталоги : підручник для культ.-освітніх училищ / О. С. Сокальський, Є. П. Тамм, В. М. Туров. — Харків, 1971. — 363 с.
- Бібліотечна справа в Українській РСР в історичній літературі 30-х — середина 50-х років / Є. П. Тамм // Бібліотекознавство та бібліогр. — Харків, 1972. — Вип. 12. — С. 121—130.
- Бібліотечна справа на Україні в історичній літературі (1956—1966) / Є. П. Тамм // Бібліотекознавство та бібліогр. — Харків, 1972. — Вип. 13. — С. 110—120.
- Класифікація творів друку : учб. посіб. / [авт.: Е. Т. Карачинська, Л. І. Котенко, Д. А. Кумок, Т. Ф. Марченко , Є. П. Тамм ] ; М-во культури УРСР, Харків. держ. ін-т культури. — Харків : ХДІК, 1973. — 158 с.
- Предметний каталог. Система каталогів. Централізована каталогізація : учб. посіб. / [авт.: Е. Т. Карачинська та ін. ; за заг. ред. Є. П. Тамма] ; М-во культури УРСР, Харків. держ. ін-т культури. — Харків: ХДІК, 1975. — 138 с.
- Фонды и каталоги непечатных и аудиовизуальных материалов в библиотеках : учеб. пособие / Л. И. Котенко, Д. А. Кумок, В. А. Мильман, Е. П. Тамм; под общ. ред. Е. П. Тамма. — Харьков : ХГИК, 1977. — 87 с.
- Корективи до плану : (про підготовку бібліотечних кадрів вищої кваліфікації / Є. П. Тамм // Культура і життя. — 1979. — 6 вересня.
- Бібліотечна справа на Україні в історичній літературі (1967—1979) / Є. П. Тамм // Бібліотекознавство та бібліогр. — Харків, 1982. — Вип. 22. — С. 117—125.
- Систематизация произведений печати. Систематический каталог : учеб. пособие / [авт.: В. К. Удалова, Э. Т. Карачинская, Д. А. Кумок, Т. Ф. Марченко ; под общ. ред. Е. П. Тамма] ; М-во культури УРСР, Харьк. гос. ин-т культури. — Харьков : ХГИК, 1982. — 97 с.
- Бібліотечне будівництво на Україні в перші роки Радянської влади (1917—1925 рр.) в історичній літературі / Є. П. Тамм // Бібліотекознавство та бібліогр. — Харків, 1984. — Вип. 24. — С. 107—114.
- Питання комплектування бібліотечних фондів у навчальній літературі / Є. П. Тамм // Бібліотекознавство та бібліогр. — Харків, 1987. — Вип. 27. — С. 95–101.

- Принципи комплектування бібліотечних фондів сільськогосподарською літературою / Є. П. Тамм // Бібліотекознавство та бібліогр. — Харків, 1988. — Вип. 28. — С. 93–98.